# Verges (Spagna)
Verges è un comune spagnolo di 1 104 abitanti situato nella comunità autonoma della Catalogna.
Città natale di Francesc Cambó politico promotore dell'autonomia catalana.